# Sherif Ismail
Sherif Ismail Mohamed (tiếng Ả Rập: شريف إسماعيل: 6 tháng 7 năm 1955 – 4 tháng 2 năm 2023
) là chính trị gia Ai Cập, giữ chức Thủ tướng Ai Cập từ ngày 19 tháng 9 năm 2015 đến ngày 7 tháng 6 năm 2018. Ông từng đảm nhận vai trò Bộ trưởng Dầu mỏ và Khoáng sản từ ngày 16 tháng 7 năm 2013 đến ngày 12 tháng 9 năm 2015.
Ông mất ngày 4 tháng 2 năm 2023. Cái chết của ông được Tổng thống Ai Cập Sisi thông báo đầu tiên qua một bài đăng trên mạng xã hội.

## Quá trình công tác
Ismail học ngành cơ khí tại Đại học Ain Shams và tốt nghiệp năm 1978. Ông đã giữ các vị trí quản lý tại các công ty hóa dầu và khí đốt nhà nước. Ông từng là phó chủ tịch điều hành và sau đó là chủ tịch của công ty cổ phần hóa dầu (ECHEM) của Ai Cập, được thành lập vào năm 2002. Tiếp theo, ông được bổ nhiệm làm chủ tịch của công ty khí thiên nhiên Ai Cập.
Sau đó ông làm giám đốc điều hành của công ty dầu khí quốc doanh, công ty cổ phần dầu khí Ganoub El Wadi (GANOPE) [6]. Và trở thành chủ tịch của công ty. Ông được bổ nhiệm làm Bộ trưởng Dầu khí vào ngày 16 tháng 7 năm 2013 cho nội các lâm thời do Hazem Al Beblawi lãnh đạo. Ông thay thế Sherif Hassan Haddara đảm nhận chức vụ này.

## Thủ tướng Ai Cập
Vào ngày 12 tháng 9 năm 2015, Mahlyab tuyên bố từ chức chính phủ, được thông qua bởi Tổng thống Abdel Fattah el-Sisi, người yêu cầu ông tiếp tục hoàn thành nhiệm vụ cho đến khi thành lập nội các mới được giao cho Cảnh sát trưởng Ismail. Vào ngày 19 tháng 9, Ismail trước khi tổng thống Al-Sisi tuyên thệ trong một chính phủ bao gồm 33 bộ trưởng, 16 trong số đó là người mới, nhưng không chiếm bất kỳ vị trí chủ chốt nào. Là Bộ trưởng Dầu, Ismail thay thế Tariq al-Mullah. Chính phủ mới được thành lập vài tháng trước cuộc bầu cử quốc hội được chờ đợi từ lâu, sẽ phải quyết định bỏ phiếu tín nhiệm trong chính sách kinh tế và chính trị của nội các, có thể được đánh dấu bằng thành công của thủ tướng không xung đột.